# Kenneth Van Rooy
Kenneth Van Rooy (n. 8 de outubro de 1993 em Turnhout) é um ciclista belga, membro da equipa Sport Vlaanderen-Baloise.

## Biografia
Kenneth Van Rooy nasceu em 8 de outubro de 1993 em Turnhout na província de Antuérpia na Bélgica.
Torna-se em 2009 campeão da província de Antuérpia em estrada cadetes. Em 2011, consegue a 3. ª etapa de Liège-LA Gleize. Em 2012, entra na equipa Lotto-Belisol U23. Durante o ano 2014, consegue a Topcompétition.
Em 2015, a equipa muda de nome e resulta Lotto-Soudal U23. A meados de julho, consegue a classificação geral da Volta da província de Liège. Dois dias mais tarde, em 19 de julho, é anunciado que Kenneth Van Rooy torna-se estagiário na Lotto-Soudal para o período de 1. de agosto até 31 de dezembro, como os seus colegas Dries Van Gestel e Frederik Frison.. Em final de temporada, assina um contrato com a equipa continental profissional belga Topsport Vlaanderen-Baloise

## Palmarés e classificações mundiais

### Palmarés em estrada
- 2009[1]
  -  Campeão da província d'Anvers em estrada cadetes
- 2011
  - 3. ª etapa de Liège-La Gleize
- 2013
  - Grande Prêmio da cidade de Vilvorde
- 2014
  - Vencedor da Topcompétition
- 2015
  - Classificação geral da Volta da província de Liège
  - 4.º do Campeonato Europeu em estrada esperanças
- 2019
  - 2.º do Internacional Wielertrofee Jong Maar Moedig
- 2020
  - 2.º da Tour de Antalya

### Classificações mundiais
| Ano             | 2012   | 2013 | 2014  | 2015  |
| UCI Europe Tour | 811.º. | nc   | 538.º | 252.º |